# Alfonso Arana
Alfonso Meléndez Arana (Nueva York, 31 de marzo de 1927-París, 18 de noviembre de 2005) fue un pintor boricua (puertorriqueño).
Arana nació en la ciudad de Nueva York, de padre mexicano y madre puertorriqueña.
Cuando era joven la familia se mudó a San Sebastián, Puerto Rico, donde el joven pintor pasó su adolescencia. A los seis años Arana hizo su primer retrato y lo presentó a su madre. Su padre, un negociante no quería que su hijo fuera artista. Esto causó grandes desavenencias entre padre e hijo a lo largo de sus vidas.
De joven, Arana estudió arte en México en el atelier de José Bardasano. También estudió en el Manhattan School of Arts (Escuela de Artes de Manhattan), en Nueva York. En los años cincuenta se mudó a París, donde estudió en la Academia Julien, y en L'Ecole des Beaux-Arts (El Colegio de Bellas Artes) de París. También hizo trabajos de postgrado en la American University (Universidad Estadounidense), en Washington DC.
La Fundación Alfonso Arana ―que funge en San Juan de Puerto Rico― ha concedido varias becas a pintores jóvenes puertorriqueños para estudiar en París.
En 2001, el Gobierno francés le otorgó la medalla Caballero de Honor de las Artes y las Ciencias debido a su labor en el acercamiento cultural entre Francia y Puerto Rico.
Annie Arana, presidenta de la fundación Alfonso Arana (en San Juan de Puerto Rico), indicó que al momento de su fallecimiento le acompañaban su esposa, Simone Christophe, y su hija Rosa Meléndez Ibarra.
Sus cenizas permanecen en París y en una ciudad de Massachusetts donde residen los hijos del pintor: Luis Alfonso, Rosa y Alexandra Isabel.
Falleció en la tarde del viernes 18 de noviembre de 2005, a los 78 años, en su hogar en París debido a complicaciones relacionadas con la enfermedad de Parkinson.